# Matías Córdoba
Matías Jesús Córdoba (ur. 7 października 1984 w Lanús) – argentyński piłkarz występujący najczęściej na pozycji ofensywnego pomocnika, obecnie zawodnik chilijskiego Deportes La Serena.

## Kariera klubowa
Córdoba jest wychowankiem stołecznego argentyńskiego klubu Argentinos Juniors. W argentyńskiej Primera División zadebiutował w sezonie Clausura 2005, 10 czerwca w zremisowanym 1:1 spotkaniu z Rosario Central i w tym samym spotkaniu po raz pierwszy wpisał się na listę strzelców.
Jesień 2007 Córdoba spędził na wypożyczeniu w Club Atlético Tigre, z którym wywalczył wicemistrzostwo Argentyny. Jego wkład w ten sukces był jednak niewielki, gdyż 23–latek rozegrał zaledwie trzy ligowe spotkania. Na czas trwania sezonu 2008 został wypożyczony do amerykańskiej drużyny Real Salt Lake, występującej w rozgrywkach Major League Soccer. Córdoba występował, także na zasadzie wypożyczenia, w argentyńskim drugoligowcu Quilmes, wenezuelskim Monagas z Primera División, San Martín de Tucumán, z którym spadł do trzeciej ligi argentyńskiej oraz w meksykańskim przedstawicielu najwyższej klasy rozgrywkowej, Atlante.
Wiosną 2012 Córdoba przeszedł do chilijskiej drużyny Deportes La Serena.
| Sezon     | Klub                  | Kraj              | Rozgrywki           | Mecze | Bramki |
| --------- | --------------------- | ----------------- | ------------------- | ----- | ------ |
| 2004/2005 | Argentinos Juniors    | Argentyna         | Primera División    | 4     | 2      |
| 2005/2006 | Argentinos Juniors    | Argentyna         | Primera División    | 28    | 3      |
| 2006/2007 | Argentinos Juniors    | Argentyna         | Primera División    | 3     | 0      |
| 2007/2008 | CA Tigre              | Argentyna         | Primera División    | 3     | 0      |
| 2008      | Real Salt Lake        | Stany Zjednoczone | Major League Soccer | 12    | 1      |
| 2008/2009 | Argentinos Juniors    | Argentyna         | Primera División    | 9     | 0      |
| 2009/2010 | Quilmes AC            | Argentyna         | Primera B Nacional  | 6     | 0      |
| 2009/2010 | Monagas SC            | Wenezuela         | Primera División    | 12    | 2      |
| 2010/2011 | San Martín de Tucumán | Argentyna         | Primera B Nacional  | 9     | 0      |
| 2011/2012 | Atlante FC            | Meksyk            | Primera División    | 8     | 0      |
| 2012      | Deportes La Serena    | Chile             | Primera División    |       |        |